# Klasyfikator migowy
Klasyfikator migowy – według Merry Brenno to kształt dłoni, który może być stosowany w celu przedstawienia informacji o istnieniu określonej klasy cech, np. kształtu, rozmiaru, ułożenia w przestrzeni. Klasyfikator jest ikonicznym znakiem migowym, silnie naśladującym dany desygnat, np. wyraz kamień jest reprezentowany przez zaciśniętą pięść, natomiast wyraz człowiek – przez wyprostowany palec wskazujący drugiej ręki.
Monika Dobrowolska i Joanna Łacheta wymieniają następujące rodzaje klasyfikatorów:
- klasyfikatory ruchu,
- klasyfikatory kształtu,
- klasyfikatory obiektów.

Wyrażenia przyimkowe w PJM są najczęściej inkorporowane do jednego znaku migowego lub wyrażane za pomocą klasyfikatorów. Np. zdanie Kot leży na mojej głowie należy zamigać jako sekwencję znaków:
- kot: obie dłonie dwukrotnie pokazują wąsy: palec wskazujący każdej dłoni dotyka kciuka w układzie O, znak rozpoczyna się przy górnych wargach, kończy po dwukrotnym symetrycznym odchyleniu dłoni na zewnątrz;
- klasyfikator reprezentujący podmiot, tu: zwinięta piąstka prawej dłoni;
- wskaz prawym palcem wskazującym oznaczający kota;
- zaimek dzierżawczy mój: układ dłoni O przyłożony do środka klatki piersiowej, kant dłoni jest skierowany na zewnątrz; dłoń w układzie klasyfikatora zostaje położona na głowie.

Czynnikiem wyróżniającym klasyfikatory od innych znaków migowych jest także brak kontaktu wzrokowego z rozmówcą w czasie ich migania – nadawca przenosi wzrok na swoje dłonie na cały czas wykonywania przekazu klasyfikatorowego.